# Надія Зуабі
Надія Зуабі (араб. نادية الزعبي; 18 вересня 1983) — йорданська журналістка та телеведуча.

## Біографічні відомості
Навчалася в Йорданському університеті за спеціальністю сучасні мови (іспанська та англійська), і не хотіла працювати за фахом.

### Сімейне життя
У 2011 році вийшла заміж за йорданського інженера Марвана Оде, від якого народила єдиного сина Заїда, і розлучилася з ним у 2022 році.

## Професійна кар'єра
У медіасферу потрапила випадково, коли була на радіо Rotana і провела голосовий тест, і там виявилося, що вона має відповідний голос. Починала в технічних новинах у програмі «Ахер Хабар», після чого пішла зі сцени та записувала програми до сцени прямого ефіру, зокрема початок у програмі «На мої очі, ваші прохання»
У Рамадан 2013 року представила конкурсну програму «Каркаба в автомобілі» на каналі Roya Channel за участю свого колеги Рахафа Савалхи. Також презентувала програму Sah Sah на Rotana Radio, а потім у 2018 році перейшла до презентації її на Amman TV разом із радіо.

### Акторський досвід
У 2017 році отримала свій перший акторський досвід у комедійному серіалі «Літ ва Адджін» сценариста Надхіра Хавалдеха та режисера Ахмеда Аль-Ясіра. У Рамадан 2021 року брала участь у комедійному серіалі «Ясмін і Сабрі» за участю Омара Зорби та артистки Діани Рахми.